# Bill Bruford
William Scott "Bill" Bruford, född 17 maj 1949 i Sevenoaks, Kent, England, är en brittisk trummis känd för sin polyrytmiska och avancerade stil. Han var under många år en framträdande och banbrytande trummis inom den brittiska progressiva rocken. Han bildade tillsammans med Jon Anderson, Chris Squire, Peter Banks och Tony Kaye gruppen Yes, som han spelade i 1968-1972. Efter Yesalbumet "Close to the edge" 1972 hoppade han av för att börja spela i Robert Fripps King Crimson som han alltid hade beundrat. I olika sättningar kom han att spela med dem under delar av 70-, 80- och 90-talet. Mellan dessa engagemang arbetade han under framförallt mitten och slutet av 70-talet som turnetrummis åt Genesis, Gong, National Health, med flera samt som studiomusiker. Under samma period var han också med att starta UK tillsammans med Eddie Jobson, Dave Stewart (inte att förväxla med Eurytmics D. Stewart) och Allan Holdsworth. Den senare blev också hans gitarrist i hans eget band Bruford under några år i slutet av 70-talet. Fyra plattor hann de släppa innan bandet upplöstes. Från denna period finns det numera utgivet en DVD-konsert, en av få utgivna liveframträdande från denna tid med honom.
Efter hand vreds Bill Brufords intresse alltmer från den progressiva rocken och fusionmusiken mot jazz. I slutet av 80-talet bildade han Bill Bruford's Earthworks, som till en början verkade i gränslandet mellan elektrisk och akustisk jazz eller snarare jazzrock/fusion. Med tiden, och med ändrade sättningar, kom Earthworks mer och mer att bli en helt renodlad akustisk jazzgrupp som med ett flertal album bakom sig befäst sin ställning som ett av England intressantaste jazzgrupper.
I början av 90-talet återknöt han också bekantskapen med sina forna vapendragare i Yes (förutom Chris Squire) i någonting som kom att kallas Anderson, Bruford, Wakeman and Howe. Två album hann det bli, den självbetitlade "Anderson, Bruford...." och ett livealbum, innan press från skivbolagsdirektörer satte stopp för projektet. Som en sluttamp på detta släpptes albumet "Union" med alla medlemmarna i Yes samlade i samma grupp, efter en turné sprack alltsammans.
Bill Bruford avslutade sin karriär som aktiv musiker 2009, och driver nu två mindre skivbolag, Winter- och Summerfold records. 2009 utkom han med självbiografin Bill Bruford: The Autobiography.